# Jens Holgersen Ulfstand

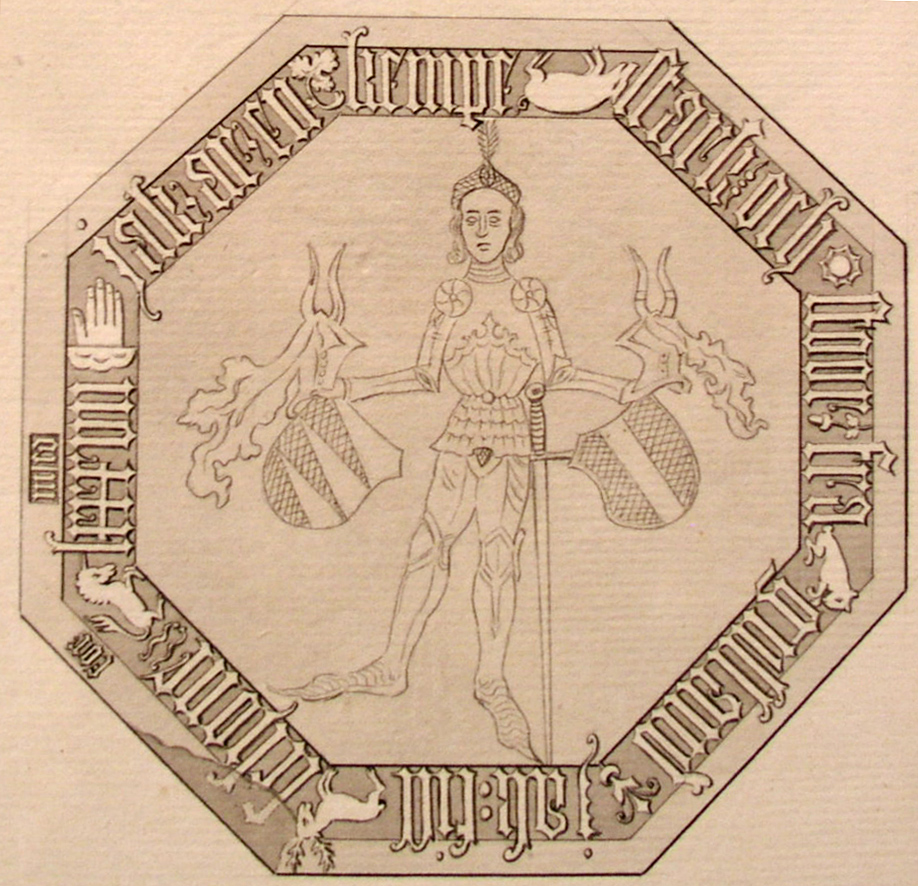
Porträt auf Glimmingehus

Jens Holgersen Ulfstand (* 1450; † 6. Februar 1523 in Høgby) war ein dänischer Ritter. Er war der Sohn von Holger Henriksen til Glimminge Ulfstand und Birgitte Jensdatter Rosensparre.
Ulfstand war ab 1487 königlich dänischer Statthalter auf Gotland und wurde während des Dänisch-Lübischen Krieges 1511 zum Admiral ernannt. Dieser Seekrieg mit Lübeck 1510–11 wurde durch den Frieden von Malmö (1512) beendet. Er baute die Burg Glimmingehus.